# Saïd Amara (football)
Pour les articles homonymes, voir Saïd Amara et Amara.
Saïd Amara (en arabe : سعيد عمارة), né le 11 mars 1933 à Saïda et mort le 2 août 2020 dans la même ville, est un footballeur et un entraineur national algérien.

## Biographie
Il officie comme joueur dans les années 1950 et 60. Il commence sa carrière au Gaité Club Saïda   avant de s'envoler pour le SC Bel Abbès. Il se fait connaître au RC Strasbourg durant la saison 1956-1957. Il est transféré à l'AS Béziers la saison suivante, et y reste jusqu'en 1960, année lors de laquelle il se voit propulsé sous les feux des projecteurs, en rejoignant l'Équipe du Front de libération nationale algérien de football. Cette équipe était pourtant interdite par la FIFA et par la Fédération française de football. Il joue deux saisons avec ce « onze de l'indépendance ». Cette équipe lutte entre autres pour l'indépendance de l'Algérie et la fin de la colonisation française, ce qu'elle réussit finalement à obtenir en 1962.
Dès cette année, Saïd retourne en France, et plus précisément chez les Girondins de Bordeaux, équipe avec laquelle il arrive en finale de la Coupe de France en 1964. La saison suivante, il est de retour en Algérie, sous les couleurs du MC Saïda, et il gagne dès sa première saison la Coupe d'Algérie, en 1965. Il met un terme à sa carrière de footballeur en 1971, après avoir été entraineur-joueur de la JSM Tiaret. Cette année-là, il devient sélectionneur de l'équipe d'Algérie. Il revient entraîner l'équipe nationale durant les années 1972, 1973 et 1974, à deux reprises. Il remporte en tant qu'entraineur le titre de champion d'Algérie en 1984 avec le GC Mascara aux côtés de Khenane Mahi. Auparavant, il avait dirigé le MC Oran de 1977 à 1980, et l'ES Mostaganem en 1974.

## Carrière

### Joueur
- 1951-1953 :  GC Saïda
- 1953-1956 :  SC Bel-Abbès
- 1956-1957 :  RC Strasbourg (24 matchs, 3 buts)
- 1957-1960 :  AS Béziers (87 matchs, 28 buts)
- 1962-1964 :  Girondins de Bordeaux (41 matchs, 9 buts)
- 1964-1968 :  MC Saïda
- 1968-1971 :  JSM Tiaret

### Entraîneur
- 1964-1968 :  MC Saïda
- 1968-1971 :  JSM Tiaret
- 1972-1973 :  Algérie
- 1973-1974 :  Algérie
- 1973-1974 :  ES Mostaganem
- 1976-1979 :  MC Oran
- 1983-1984 :  GC Mascara
- 1985-1986 :  MC Saïda

- 1996-1999 :  Al Ahly Benghazi

## Palmarès

### En tant que joueur
- Vainqueur de la Ligue d'Oran en 1954, 1955 et 1956 avec le SC Bel Abbès
- Vainqueur du championnat d'Afrique du Nord en 1954 avec le SC Bel Abbès
- Vainqueur de la Coupe d'Afrique du Nord en 1955 avec le SC Bel Abbès
- Finaliste de la Coupe d'Afrique du Nord en 1956 avec le SC Bel Abbès
- Finaliste de la Coupe de France en 1964 avec les Girondins de Bordeaux.
- Vainqueur de la Coupe d'Algérie en 1965 avec le MC Saïda.

### Palmarès entraîneur
- Troisième de la Coupe de Palestine des Nations en 1973 avec Équipe d'Algérie en tant qu’entraîneur
- Champion d'Algérie en 1984 avec le GC Mascara en tant qu’entraîneur
- 21 sélection et 11 buts avec l'équipe du Front de libération nationale algérien.
- 73 match et 10 buts en Ligue 1.
- 79 match et 30 buts en Ligue 2.